# کرسته ولکوسکی
کرسته ولکوسکی (مقدونی: Крсте Велкоски؛ زادهٔ ۲۰ فوریهٔ ۱۹۸۸) بازیکن فوتبال اهل مقدونیه شمالی است.
از باشگاه‌هایی که در آن بازی کرده‌است می‌توان به باشگاه فوتبال انوسیس نئون پارالیمنی، باشگاه فوتبال اینچئون یونایتد، باشگاه فوتبال سارایوو، و باشگاه فوتبال رابوتنیچکی اشاره کرد.
وی همچنین در تیم‌های ملی فوتبال زیر ۲۱ سال مقدونیه شمالی و مقدونیه شمالی بازی کرده‌است.